# Derek Tennell
Derek Tennell é um ex-jogador profissional de futebol americano estadunidense, campeão da temporada de 1992 da National Football League jogando pelo Dallas Cowboys.